# Ambasada RP w Brasílii
Ambasada Rzeczypospolitej Polskiej w Federacyjnej Republice Brazylii z siedzibą w Brasílii (port. Embaixada da República da Polônia em Brasília) – polska misja dyplomatyczna w stolicy Brazylii.

## Struktura placówki
- Referat ds. Polityczno-Ekonomicznych
- Referat Konsularny
- Referat ds. Administracyjno-Finansowych
- Ataszat Obrony

## Historia
Przyjazne stosunki pomiędzy Brazylią a narodem polskim utrzymywane były już w czasie zaborów. Cesarz Brazylii Piotr I wziął udział w spektaklu w Paryżu, wystawionym na rzecz uczestników powstania listopadowego. Jego następca Piotr II przyjął członkostwo polskiego emigracyjnego stowarzyszenia patriotycznego w Rapperswilu w Szwajcarii. W 1907 r. na II Międzynarodowej Konferencji Pokojowej w Hadze przedstawiciel Brazylii Ruy Barbosa opowiedział się za przywróceniem Polsce niepodległości. W tym czasie do Brazylii odbywała się masowa emigracja Polaków. Do 1914 r. osiedliło się tam przeszło 100 tys. osób.
Powstanie zjednoczonej i niepodległej Polski Brazylia uznała już 17 sierpnia 1918 jako pierwsze państwo Ameryki Łacińskiej. Brazylia za prawowity rząd polski uznała Komitet Narodowy Polski w Paryżu pod przywództwem Romana Dmowskiego, a Komitetowi Centralnemu w Brazylii udzieliła pełnomocnictwa do występowania w imieniu narodu polskiego i wystawiania zaświadczeń o przynależności narodowej.
De iure Brazylia uznała Polskę (konkretnie rząd Ignacego Jana Paderewskiego) 15 kwietnia 1919. 27 maja 1920 pierwszy polski poseł w Rio de Janeiro (ówczesnej stolicy), Ksawery Orłowski, złożył na ręce prezydenta Stanów Zjednoczonych Brazylii Epitácio Lindolfo da Silva Pessoa listy uwierzytelniające. Jednak pierwsza polska placówka – Konsulat Generalny RP w Kurytybie powstała już w 1919 r. W okresie międzywojennym istniały ponadto wicekonsulaty w Porto Alegre i São Paulo. W latach 1919–1939 brazylijską Polonię zasiliło jeszcze 41 tys. imigrantów.
12 września 1945 Brazylia wycofała uznanie dla rządu RP w Londynie i uznała komunistyczny rząd w Warszawie. Poselstwo RP w Rio de Janeiro wznowiło działalność w 1946 r. Od 1948 r. reprezentowało ono również interesy Związku Radzieckiego, z którym Brazylia zerwała stosunki dyplomatyczne. 18 stycznia 1961 relacje podniesiono do szczebla ambasad. W tym czasie działalność prowadziły konsulaty generalne w Kurytybie i São Paulo. Z czasem ambasadę przeniesiono do nowej stolicy w Brasílii.

## Okręg konsularny ambasady
Okręg konsularny referatu konsularnego ambasady obejmuje następujące stany:
- Acre
- Amapá
- Amazonas
- Ceará
- Dystrykt Federalny
- Goiás
- Maranhão
- Pará
- Paraíba
- Piauí
- Rio Grande do Norte
- Rondônia
- Roraima
- Tocantins

Pozostałe stany obsługiwane są przez Konsulat Generalny RP w Kurytybie.

## Konsulaty RP w Brazylii
- Konsulat Generalny Rzeczypospolitej Polskiej w Kurytybie
- Konsulat Generalny Rzeczypospolitej Polskiej w Porto Alegre (nieistniejący)
- Konsulat Generalny Rzeczypospolitej Polskiej w Rio de Janeiro (nieistniejący)
- Konsulat Generalny Rzeczypospolitej Polskiej w São Paulo (nieistniejący)

Konsulaty honorowe RP w Brazylii znajdują się w:
- Belo Horizonte
- Manaus
- São Paulo
- Porto Alegre